# 西元町駅
西元町駅（にしもとまちえき）は、兵庫県神戸市中央区元町通六丁目にある、阪神電気鉄道（阪神）神戸高速線の駅。駅番号はHS 34。

## 概要
当駅を含む前後の区間は第三種鉄道事業者の神戸高速鉄道が「東西線」として施設を保有し、阪神が第二種鉄道事業者として営業を行っている。2010年に実施された駅案内板等のリニューアル以後、駅出入口の案内板等には「阪神 神戸高速線 (HANSHIN KOBEKOSOKU LINE) 」と表記されている。
直通特急のうち、種別表示幕が黄色地のもの（直通特急）が停車する。

## 歴史
- 1968年（昭和43年）4月7日：神戸高速鉄道の開通と同時に開業する[1]。
- 1991年（平成3年）4月7日：山陽特急の停車を取り止める。
- 1995年（平成7年）
  - 1月17日：阪神・淡路大震災により被災し、営業を休止する[3]。
  - 2月1日：阪神三宮駅 - 高速神戸駅間が単線で運転再開され、当駅の営業を再開する。
  - 2月6日：阪神三宮駅 - 高速神戸駅間の複線運転が再開される。
- 1998年（平成10年）2月15日：山陽特急の停車が再開される。なお、この日より設定された直通特急は通過となる。
- 2001年（平成13年）3月10日：当駅および大開駅にも停車する直通特急（高速線内特急扱い）が昼間時に設定される[4]。
- 2006年（平成18年）10月28日：S特急の停車を取り止める（山陽特急は引き続き停車）。
- 2009年（平成21年）3月20日：土曜・休日夜間の直通特急増発により、山陽特急の乗り入れがなくなる。
- 2010年（平成22年）
  - 9月：駅名標を阪神電気鉄道が採用しているデザインに変更[5]。
  - 10月1日：山陽電気鉄道が当駅を含む区間の第二種鉄道事業を廃止する（列車の乗り入れは継続）[6]。
- 2014年（平成26年）4月1日：駅ナンバリング導入[7]。

## 駅構造
相対式ホーム2面2線を有する地下駅。分岐器や絶対信号機を持たないため、停留所に分類される。地下2階のホームは線形が急カーブとなる場所に設置されているため、電車とホームの隙間が比較的広い場所がある。ホームの有効長はおよそ150 mあり、阪神車と山陽車は7両まで停車可能であり、また阪神車より車長が長い近畿日本鉄道（近鉄）の6両編成も停車可能だが、近鉄車が当駅に停車する運用は存在しない。
改札口は地下1階の東西に各1箇所設置されている（メインは西改札）。エレベーターは東口に設置されており、地上入口からコンコースの改札外間と改札内と下りホーム間が一基と改札内と上りホーム間が一基設置されている。
下り姫路方面行きホームには赤胴車時代の阪神8000系が描かれた「直通特急 ご案内」の案内板が残っている。

### のりば
| 番線 | 路線        | 方向 | 行先                                                             |
| ---- | ----------- | ---- | ---------------------------------------------------------------- |
| 1    | ■神戸高速線 | 上り | 三宮・尼崎・大阪（梅田）・難波・奈良方面                         |
| 2    | ■神戸高速線 | 下り | 高速神戸・新開地・明石・姫路・ ■神戸電鉄線（新開地のりかえ）方面 |

※実際には構内に上記ののりば番号表記はないが、スマートフォン向けアプリ「阪神アプリ」の行先表示機能では、梅田方面が1番線、姫路方面が2番線とされている。

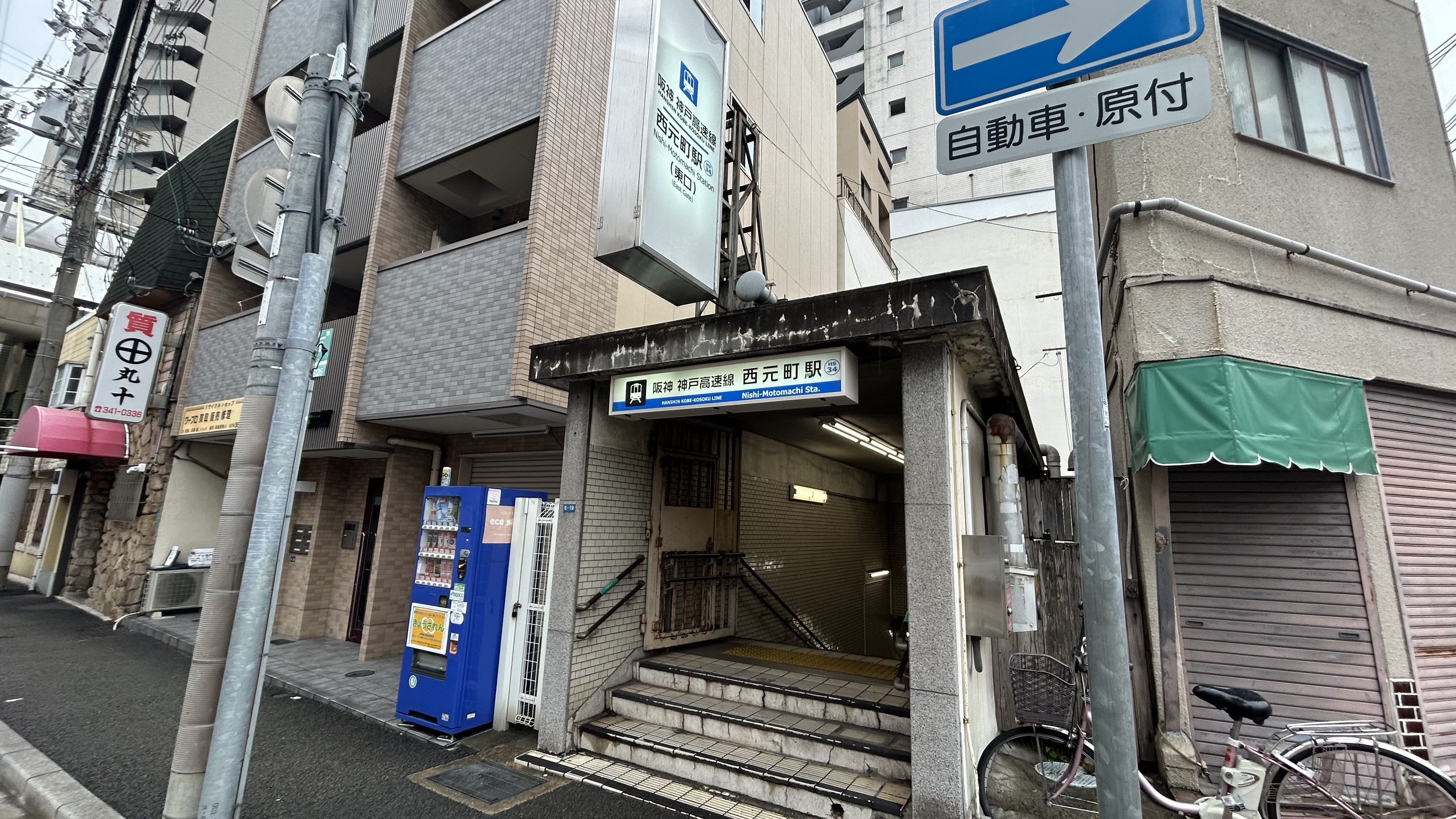
東口
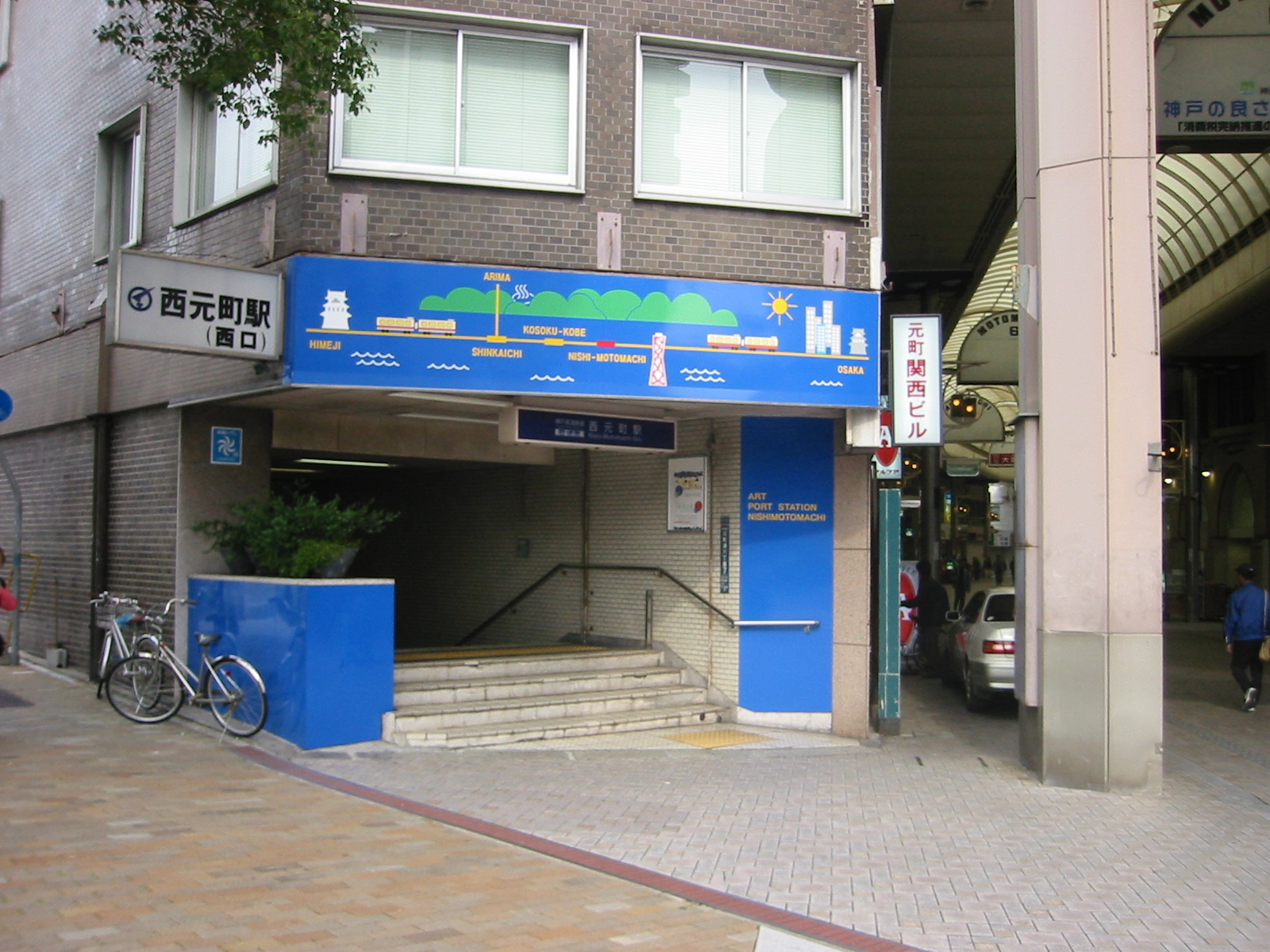
西口・入口 （神戸高速鉄道直営時代）
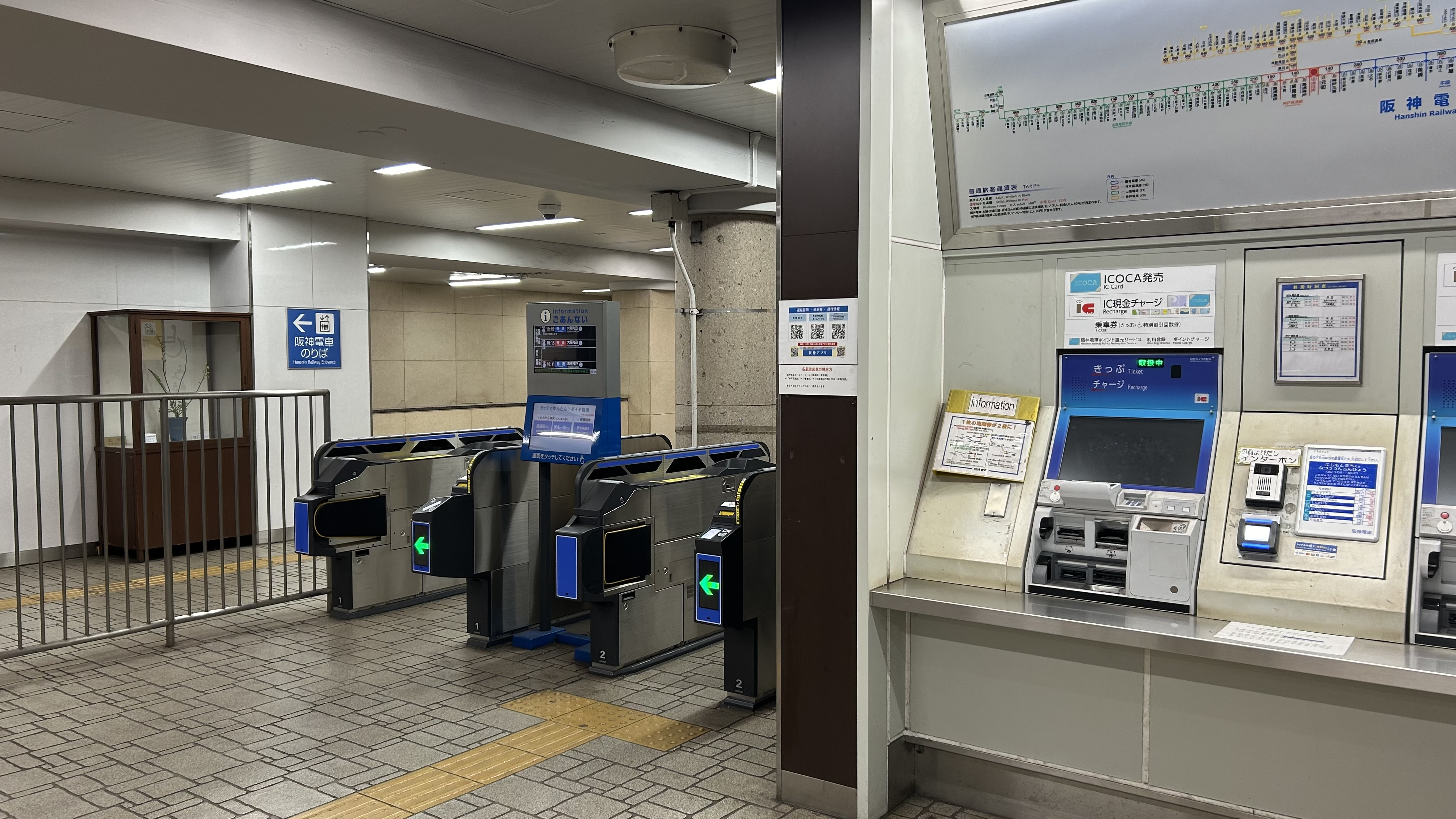
東改札口
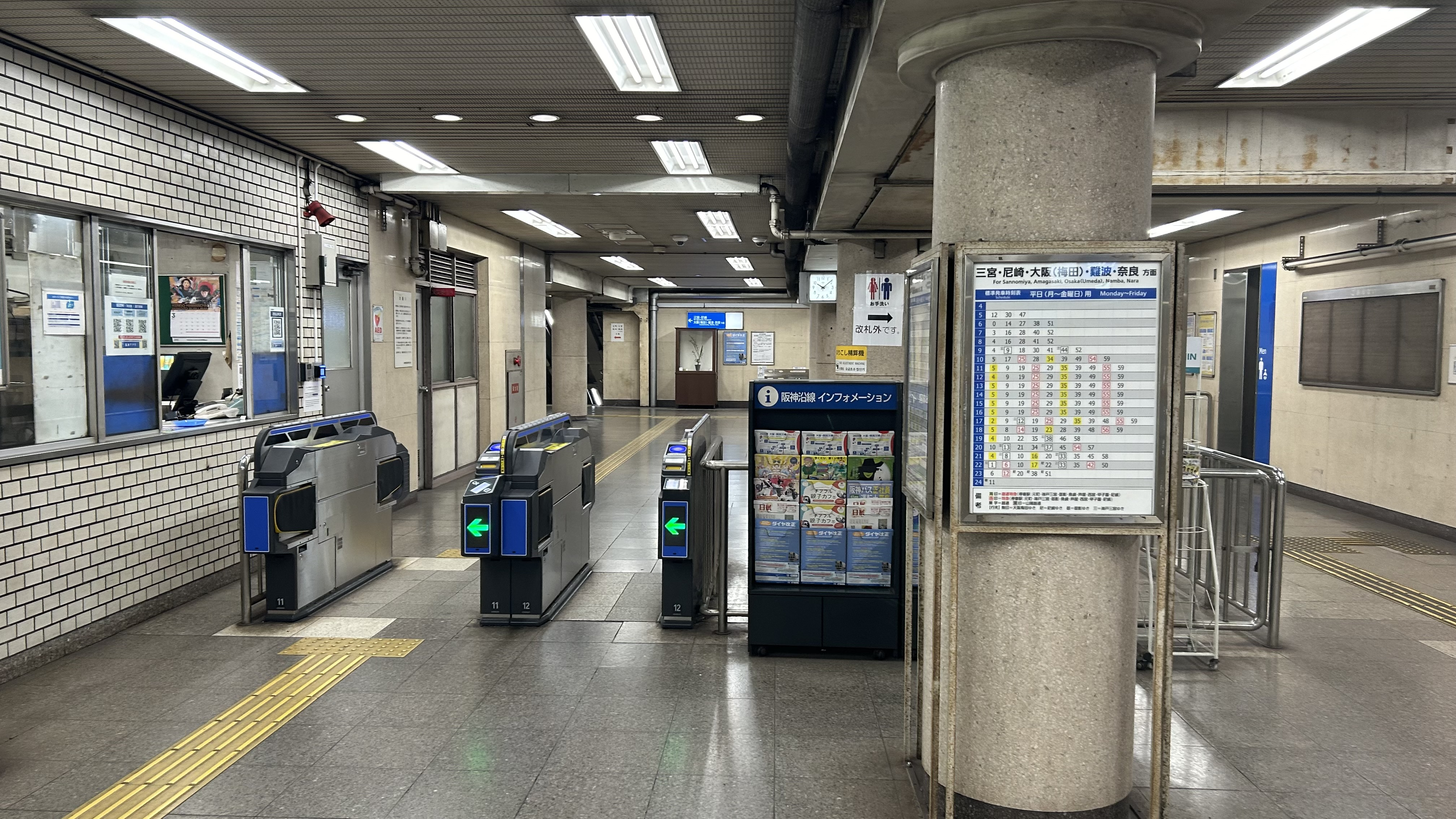
西改札口
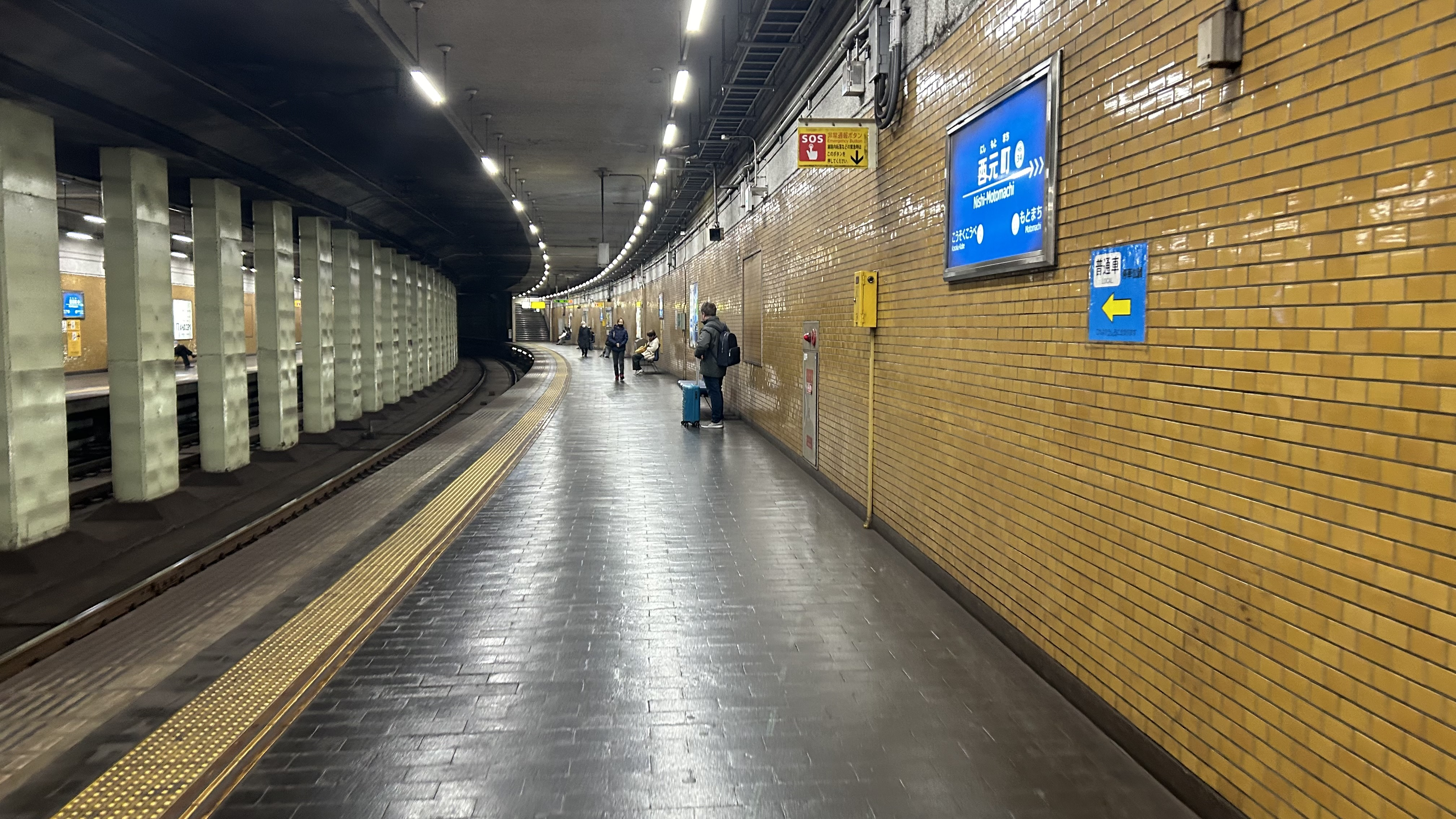
大阪方面ホーム
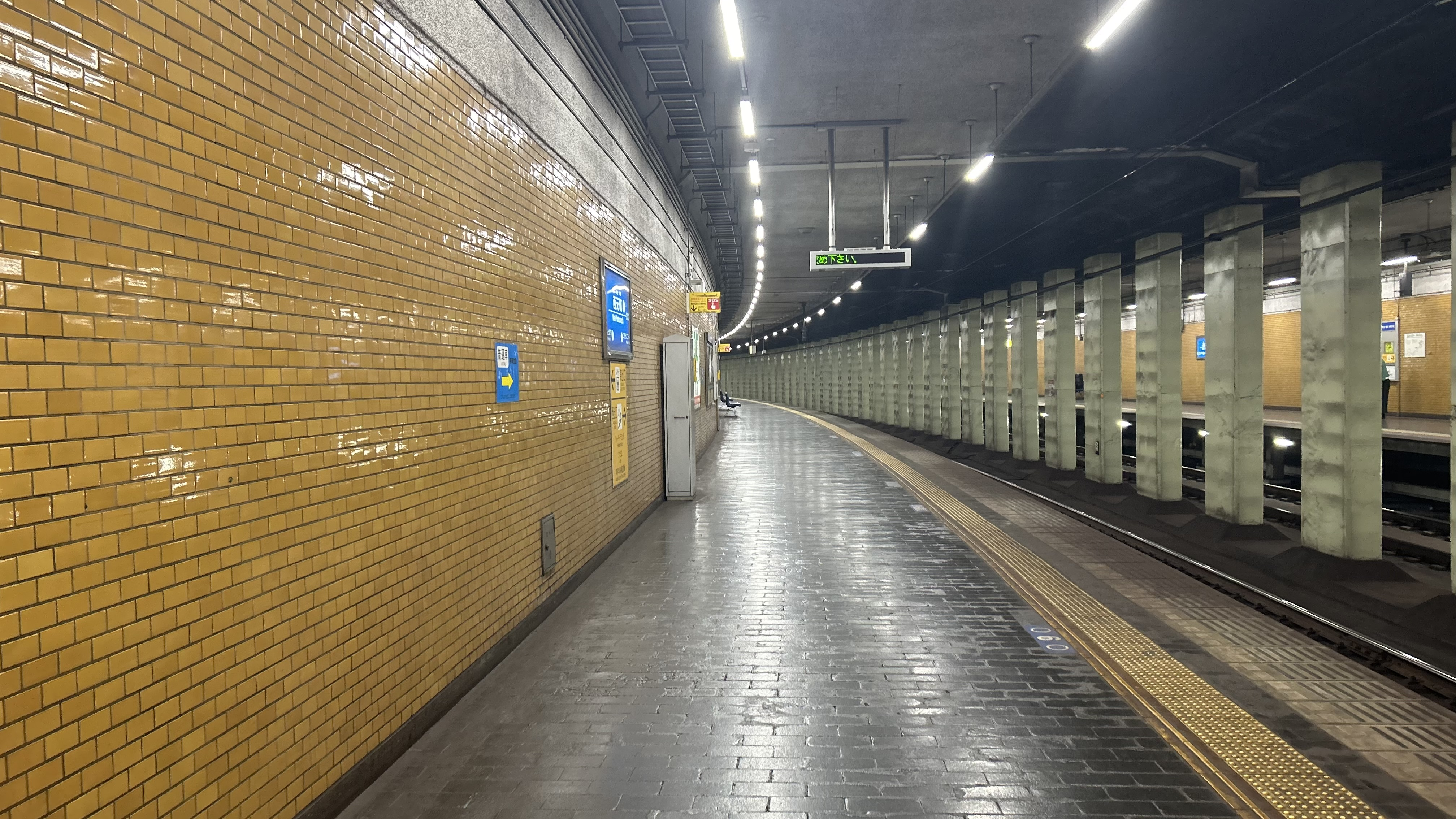
西代方面ホーム
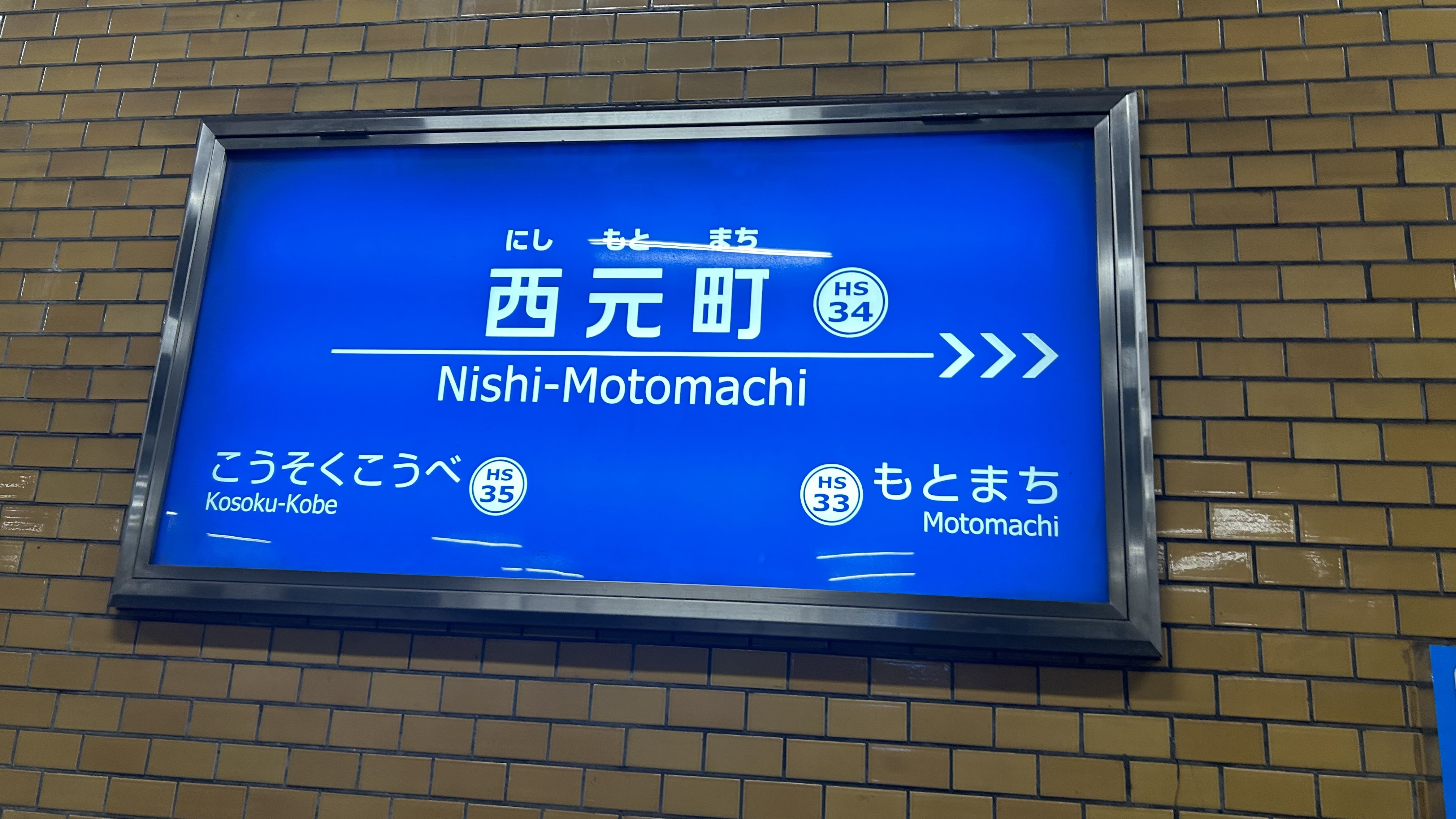
現在の駅名標
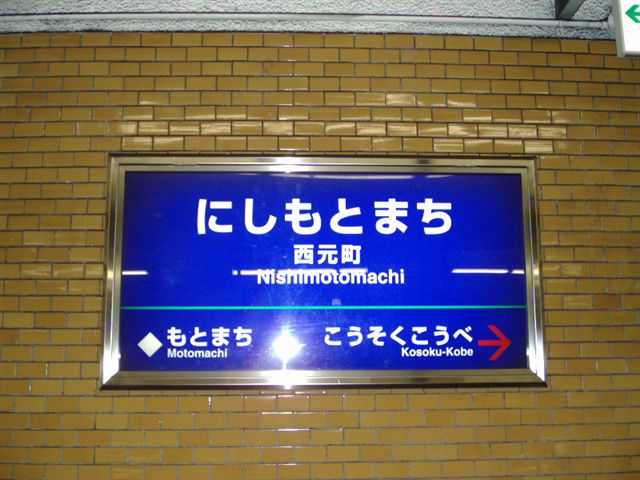
駅名標 （2010年9月下旬までのもの）
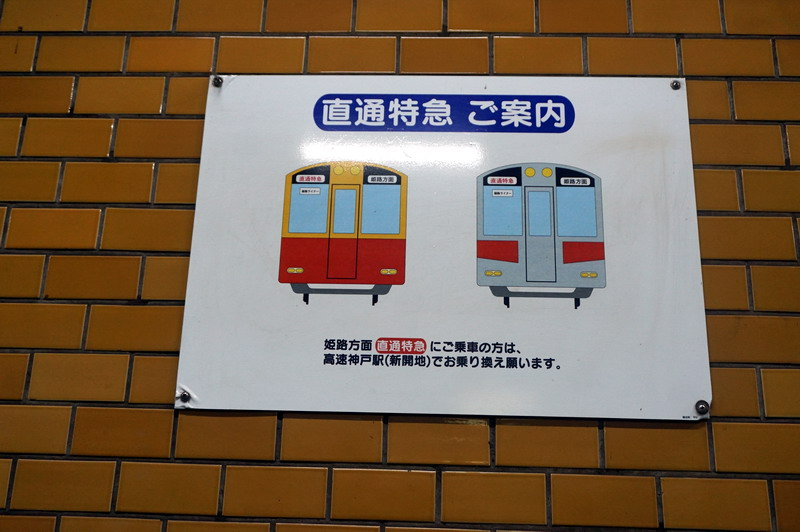
赤胴車時代の阪神8000系が描かれた直通特急の案内板

### ダイヤ
日中は、大阪梅田 - 山陽姫路間の直通特急、大阪梅田 - 須磨浦公園間の特急が毎時各2本ずつと大阪梅田 - 高速神戸間の普通が毎時6本発車する。

## 利用状況
近年の1日平均乗車人員は下表のとおりである。阪神電鉄の特急停車駅では最も少ない(全列車停車駅に限れば高速長田駅が最少)。
| 年度               | 1日平均 乗車人員 |
| ------------------ | ---------------- |
| 2007年（平成19年） | 1,896            |
| 2008年（平成20年） | 1,937            |
| 2009年（平成21年） | 1,863            |
| 2010年（平成22年） | 2,003            |
| 2011年（平成23年） | 2,057            |
| 2012年（平成24年） | 1,948            |
| 2013年（平成25年） | 2,373            |
| 2014年（平成26年） | 2,304            |
| 2015年（平成27年） | 2,322            |
| 2016年（平成28年） | 2,342            |
| 2017年（平成29年） | 2,767            |
| 2018年（平成30年） | 2,745            |
| 2019年（令和元年） | 2,888            |
| 2020年（令和02年） | 2,214            |
| 2021年（令和03年） | 2,422            |
| 2022年（令和04年） | 2,737            |

## 駅周辺
- 阪急電鉄神戸高速線花隈駅 - およそ200 mに設置されている。当駅と花隈駅は乗換駅ではなく、阪急線との公式な乗換駅は両隣の高速神戸駅もしくは神戸三宮駅となっている。

- 栄町通
- 神戸中央郵便局
  - ゆうちょ銀行神戸店
  - かんぽ生命神戸支店
- 神戸橘郵便局
- 神戸地方裁判所・神戸簡易裁判所
- 神戸法務総合庁舎
  - 神戸地方検察庁
- ハローワーク神戸（公共職業安定所）
- 神戸市消防局 中央消防署栄町出張所
- 元町商店街
- 元町高架通商店街
- 宇治川商店街
- 波止場町TEN×TEN
- 神戸クリスタルタワー
  - 兵庫労働局
- 神戸ハーバーランド
- 走水神社

かつて存在した主な施設
- 三越神戸支店 - 1984年2月閉店[1]、当駅と地下通路で直結していた。
- 神戸文化ホールシーガルホール - 2005年に閉館した。
- ホテルシェレナ - 三越神戸支店の跡地に開業した。阪神・淡路大震災により建物が損傷したため休業ののち廃業。西館はリニューアルされ賃貸マンションを経て第一グランドホテルとなったが、実際に営業することはなかった。本館・東館が先に解体され、西館も2022年に解体された。三越と同様に、当駅と地下通路で直結されていた。
- 旧三菱銀行神戸支店（ファミリアホール）

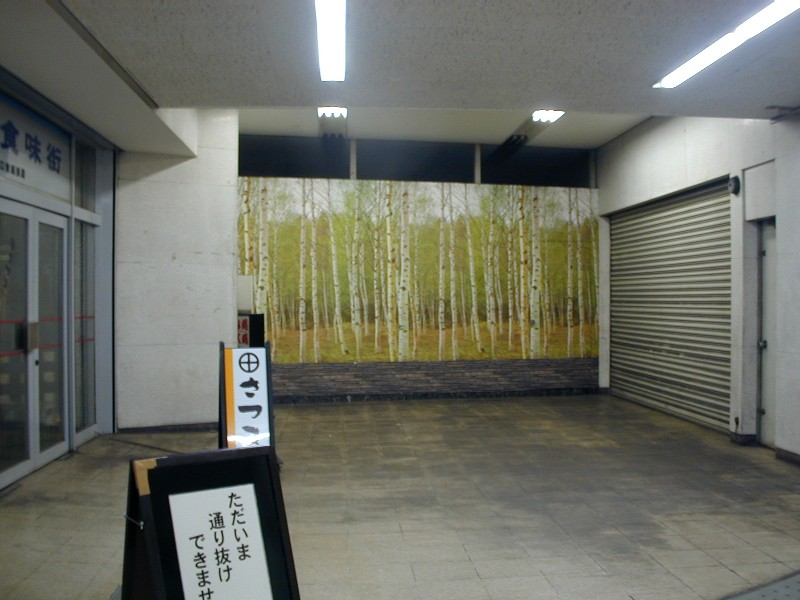
向かいのホテルシェレナ西館へ繋がっていた地下道（中央奧）。撮影時点では柄模様の壁で封鎖されていたが、第一グランドホテルの施設への改修後は、時折地上への階段が開放されていることがある（建物内への立ち入りは不可）。
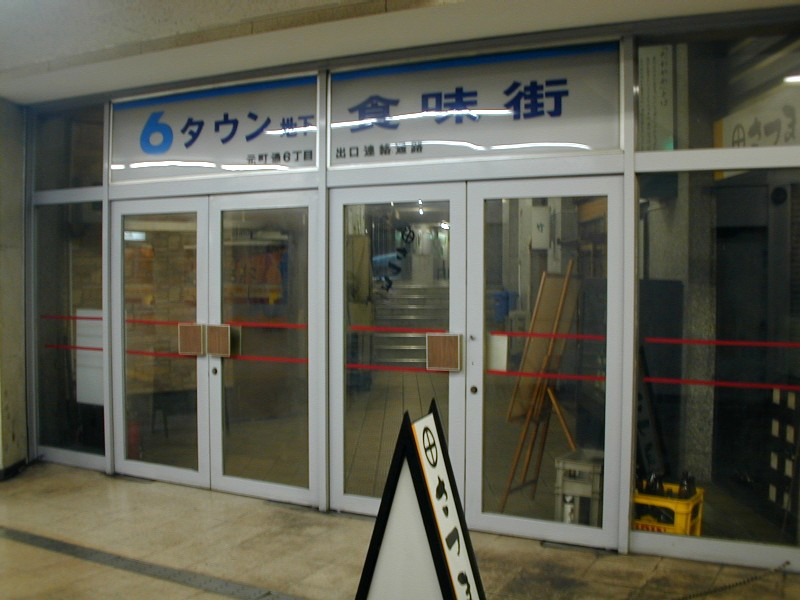
商店街があるが、日によって閉鎖されている場合もある。2023年現在では「6タウン地下街」に改称されている[9]。

## 特記事項
- 自動体外式除細動器 (AED) が設置されている。
- 三越神戸店が閉店する前は、駅名標に副駅名として括弧書きで「三越前」と表記されていた。
- 2012年2月下旬頃、阪神各駅に設置されている接近表示器が当駅にも設置された。
- 神戸高速の駅では初めて公衆無線LANが導入された。利用できるのは阪神の他の駅と同様auとSoftBankとなっている。

## 隣の駅
阪神電気鉄道
神戸高速線
■直通特急（種別幕が赤）・■S特急
通過
■直通特急（種別幕が黄■（神戸三宮駅 - 板宿駅間の各駅に停車））・■特急・■普通
元町駅 (HS 33) - 西元町駅 (HS 34) - 高速神戸駅 (HS 35)